# Jacopo Bellini

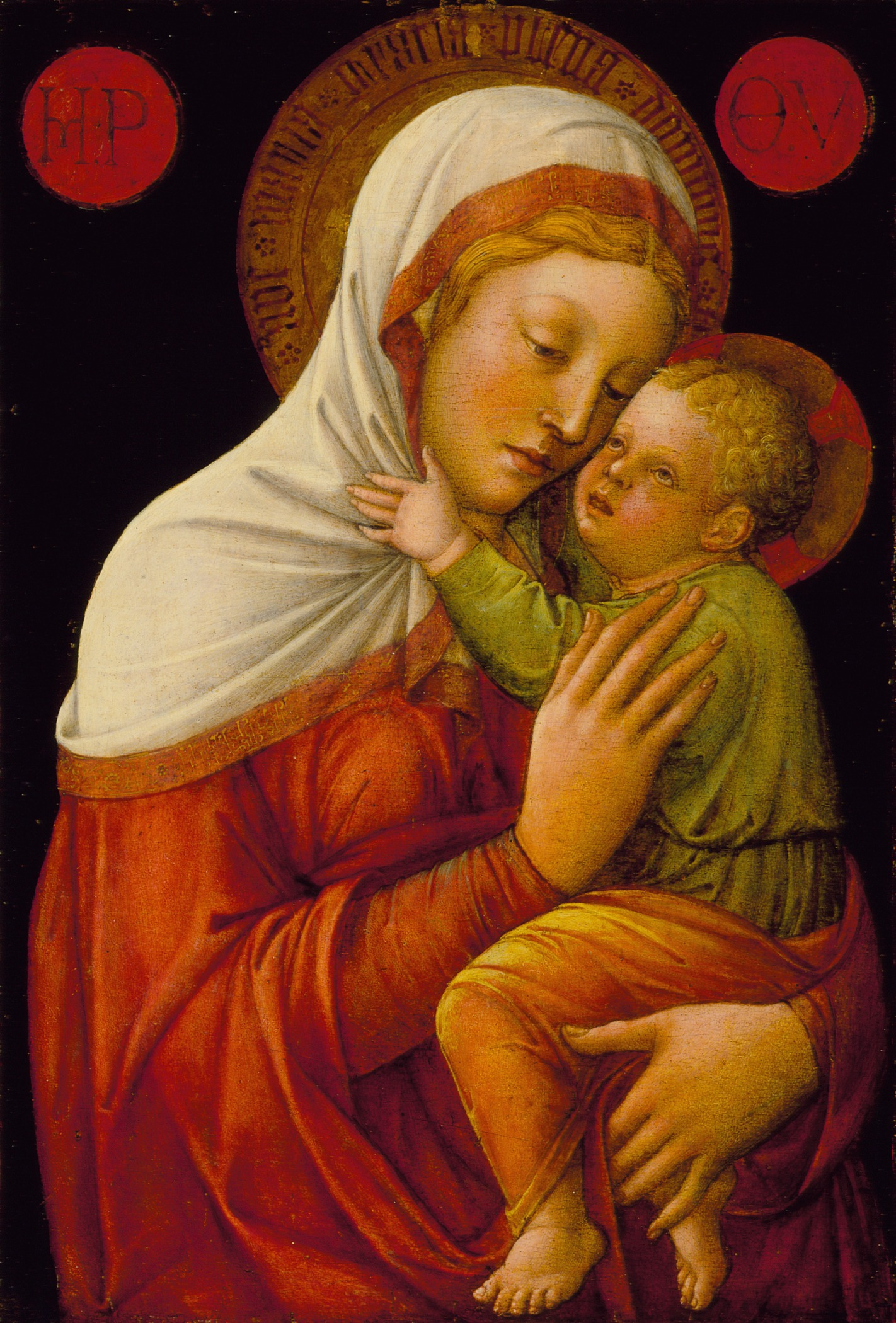
Mare de Déu i infant, Museu d'Art del Comtat de Los Angeles

Jacopo Bellini (Venècia, c. 1396 - Venècia, c. 1470) va ser un pintor italià. Va ser un dels iniciadors del primer Renaixement a Venècia. Els seus fills Gentile i Giovanni Bellini, i el seu gendre Andrea Mantegna, també van ser famosos pintors.

## Biografia
Va ser deixeble de Gentile da Fabriano. Entre 1411 i 1412 es trobava a Foligno, on va treballar amb Gentile pintant els frescos del palau Trinci. El 1423 era a Florència, on va tenir l'oportunitat de veure les obres de Brunelleschi, Donatello i Masaccio.
L'any 1424, va obrir un taller a Venècia, que mantingué fins a la seua mort.
Moltes de les seues obres més importants, incloent-hi una enorme Crucifixió per a la catedral de Verona (1436), han desaparegut. Hi ha una taula amb Mare de Déu i infant (c. 1430), que durant temps es va atribuir a Gentile fa Fabriano, al'Accademia Carrara. L'any 1441, a Ferrara, mentre era al servei de Leonello d'Este, va fer en companyia de Leon Battista Alberti un retrat d'aquest marquès, avui dia perdut. D'aquest període és la Mare de Déu de la humilitat, probablement encarregada per un dels germans de Leonello.
La influència que en ell va exercir Masolino da Panicale, animant-lo a tractar temes més moderns, d'acord amb la tendència del primer Renaixement, pot apreciar-se en la Mare de Déu i infant datada l'any 1448, actualment conservada a la Pinacoteca de Brera, de Milà: per primera vegada hi és present la perspectiva, i la figura és més monumental. Posteriorment, va fer obres per a diverses esglésies venecianes, com ara l'església de Sant Joan Evangelista (1452) o la basílica de Sant Marc (1466), obres avui dia perdudes. De 1459, data la seua Mare de Déu i infant beneint, actualment a les Gallerie dell'Accademia.
Més tard va fer una estada a Pàdua, on va ensinistrar el jove Andrea Mantegna en perspectiva i temes clàssics i on, l'any 1460, va fer un retrat d'Erasmo Gattamelata, també perdut. D'aquesta última fase, ens han arribat un deteriorat Crucifix, al Museu de Verona, i una Anunciació, a Sant'Alessandro de Brescia.
Tot i que n'han romàs poques pintures, se'n conserven quaderns d'esbossos (un al Museu Britànic i un altre al Louvre), que poden considerar-se el seu llegat més valuós i que palesen l'interès de l'autor pel paisatge i els elaborats dissenys arquitectònics. Les obres de Jacopo que han sobreviscut mostren com va ser capaç d'unir el treball en perspectiva lineal amb les decoracions i rics colors característics de la pintura veneciana.